# ギンダ
ギンダ(英語: Ghinda,ティグリニャ語: ጊንዳዕ)はエリトリア・セメナウィ・ケイバハリ地方・ギンダ地区の都市。北緯15度27分、東経39度5分。人口21,523人（2005年推計）。アスマラからマッサワへ向かう国道P-1号線上のマアカル地方との境付近の標高約900mの高地に存在する。また国道のほかマッサワ-アスマラ鉄道のギンダ駅も利用できる。野菜や果物の生産地であり、ティグレ人のムスリムの中心地でもある。ギンダはサバルグマ(Sabarguma)の泉の近くにある。レモン農場は、イタリアの占領下でエリトリア初の鉄道を敷設したイタリア人、カルロ・カヴァンナによって開拓されたものである。